# Monte Grande (Uruguay)
Monte Grande ist eine vormals eigenständige Ortschaft in Uruguay, die seit dem 25. Oktober 2006 zur neugeschaffenen Stadt Ciudad del Plata gehört, deren Barrio sie nun ist.

## Geographie
Monte Grande befindet sich auf dem Gebiet des Departamento San José in dessen Sektor 6. Der Ort liegt nördlich angrenzend an Safici (Parque Postel) im Hinterland der vorgelagerten Río-de-la-Plata-Küstenstadt Delta del Tigre y Villas. Westlich ist Santa Mónica gelegen, im Norden fließt in wenigen Kilometern Entfernung der Río Santa Lucía.

## Einwohner
Die Einwohnerzahl von Monte Grande beträgt 1.287 (Stand: 2011), davon 628 männliche und 659 weibliche.
| Jahr | Einwohner |
| ---- | --------- |
| 1963 | -         |
| 1975 | -         |
| 1985 | 352       |
| 1996 | 710       |
| 2004 | 1.084     |
| 2011 | 1.287     |

Quelle: Instituto Nacional de Estadística de Uruguay